# Sackville
Sackville – miasto w Kanadzie, w prowincji Nowy Brunszwik.